# Pôle d'équilibre territorial et rural du Pays d'Argentan Pays d'Auge ornais et Pays d'Ouche
Ne doit pas être confondu avec Pays d'Argentan Pays d'Auge Ornais.
Le pôle d'équilibre territorial et rural du Pays d'Argentan Pays d'Auge ornais et Pays d'Ouche, ou PETR du Pays d'Argentan d'Auge et d'Ouche abrégé PETR P2AO, est un pôle d'équilibre territorial et rural français situé dans le département de l'Orne en région Normandie.

## Historique
Créé le 1er janvier 2015, le PETR P2AO est issu du rapprochement des deux anciens pays d'Ouche et d'Argentan Pays d'Auge ornais. Le rapprochement s'est effectué dès 2013 à travers la création du Syndicat Mixte du SCOT PAPAO/Pays d’Ouche,.

## Territoire

### Géographie
Le PETR du Pays d'Argentan d'Auge et d'Ouche se situe sur l'arc nord du département de l'Orne. A cheval sur différentes régions naturelles, le PETR P2AO occupe la partie sud-est du Pays d'Ouche, la partie sud du Pays d'Auge, l'intégralité de la Campagne d'Argentan et une partie du Pays d'Houlme sur son flanc ouest.
| Pôle métropolitain Caen Normandie Métropole |                |                               |
| PETR du Pays du Bocage                      | PETR P2AO      |                               |
|                                             | Pays d'Alençon | PETR du Pays du Perche ornais |

Il couvre le territoire des communautés de communes qui le composent.

### Composition
Le PETR P2AO se compose de 3 communautés de communes qui représentent 123 communes :
| Intercommunalité                       | Nombre de communes | Population (dernière pop. légale) | Superficie (km2) | Densité (hab./km2) |
| -------------------------------------- | ------------------ | --------------------------------- | ---------------- | ------------------ |
| CC Argentan Intercom                   | 49                 | 33 237 (2021)                     | 715,10           | 47                 |
| CC des Pays de L'Aigle                 | 32                 | 25 189 (2021)                     | 546,50           | 46                 |
| CC des Vallées d'Auge et du Merlerault | 42                 | 14 184 (2022)                     | 531,90           | 27                 |

| Nom                              | Code Insee | Intercommunalité                       | Superficie (km2) | Population (dernière pop. légale) | Densité (hab./km2) |
| -------------------------------- | ---------- | -------------------------------------- | ---------------- | --------------------------------- | ------------------ |
| Argentan (siège)                 | 61006      | CC Terres d'Argentan Interco           | 18,18            | 13 494 (2022)                     | 742                |
| Aunou-le-Faucon                  | 61014      | CC Terres d'Argentan Interco           | 6,69             | 247 (2022)                        | 37                 |
| Avoine                           | 61020      | CC Terres d'Argentan Interco           | 9,43             | 217 (2022)                        | 23                 |
| Bailleul                         | 61023      | CC Terres d'Argentan Interco           | 16,67            | 608 (2022)                        | 36                 |
| Boischampré                      | 61375      | CC Terres d'Argentan Interco           | 46,4             | 1 173 (2022)                      | 25                 |
| Boucé                            | 61055      | CC Terres d'Argentan Interco           | 20,39            | 567 (2022)                        | 28                 |
| Brieux                           | 61062      | CC Terres d'Argentan Interco           | 5,17             | 89 (2022)                         | 17                 |
| Commeaux                         | 61114      | CC Terres d'Argentan Interco           | 6,38             | 149 (2022)                        | 23                 |
| Coudehard                        | 61120      | CC Terres d'Argentan Interco           | 8,52             | 78 (2022)                         | 9,2                |
| Coulonces                        | 61123      | CC Terres d'Argentan Interco           | 6,15             | 212 (2022)                        | 34                 |
| Écorches                         | 61152      | CC Terres d'Argentan Interco           | 9,71             | 104 (2022)                        | 11                 |
| Écouché-les-Vallées              | 61153      | CC Terres d'Argentan Interco           | 41,23            | 2 193 (2022)                      | 53                 |
| Fleuré                           | 61170      | CC Terres d'Argentan Interco           | 11,8             | 205 (2022)                        | 17                 |
| Fontaine-les-Bassets             | 61171      | CC Terres d'Argentan Interco           | 5,88             | 115 (2022)                        | 20                 |
| Ginai                            | 61190      | CC Terres d'Argentan Interco           | 9,25             | 72 (2022)                         | 7,8                |
| Gouffern en Auge                 | 61474      | CC Terres d'Argentan Interco           | 165,79           | 3 644 (2022)                      | 22                 |
| Guêprei                          | 61197      | CC Terres d'Argentan Interco           | 7,1              | 146 (2022)                        | 21                 |
| Joué-du-Plain                    | 61210      | CC Terres d'Argentan Interco           | 14,56            | 237 (2022)                        | 16                 |
| Juvigny-sur-Orne                 | 61212      | CC Terres d'Argentan Interco           | 3,3              | 119 (2022)                        | 36                 |
| La Lande-de-Lougé                | 61217      | CC Terres d'Argentan Interco           | 4,95             | 57 (2022)                         | 12                 |
| Lougé-sur-Maire                  | 61237      | CC Terres d'Argentan Interco           | 13,58            | 314 (2022)                        | 23                 |
| Louvières-en-Auge                | 61238      | CC Terres d'Argentan Interco           | 6,22             | 95 (2022)                         | 15                 |
| Merri                            | 61276      | CC Terres d'Argentan Interco           | 5,81             | 151 (2022)                        | 26                 |
| Mont-Ormel                       | 61289      | CC Terres d'Argentan Interco           | 3,73             | 49 (2022)                         | 13                 |
| Montabard                        | 61283      | CC Terres d'Argentan Interco           | 10,97            | 284 (2022)                        | 26                 |
| Montreuil-la-Cambe               | 61291      | CC Terres d'Argentan Interco           | 9,57             | 80 (2022)                         | 8,4                |
| Monts-sur-Orne                   | 61194      | CC Terres d'Argentan Interco           | 30,9             | 874 (2022)                        | 28                 |
| Moulins-sur-Orne                 | 61298      | CC Terres d'Argentan Interco           | 9,14             | 309 (2022)                        | 34                 |
| Neauphe-sur-Dive                 | 61302      | CC Terres d'Argentan Interco           | 13,89            | 132 (2022)                        | 9,5                |
| Nécy                             | 61303      | CC Terres d'Argentan Interco           | 7,8              | 526 (2022)                        | 67                 |
| Occagnes                         | 61314      | CC Terres d'Argentan Interco           | 15,56            | 673 (2022)                        | 43                 |
| Ommoy                            | 61316      | CC Terres d'Argentan Interco           | 5,66             | 109 (2022)                        | 19                 |
| Le Pin-au-Haras                  | 61328      | CC Terres d'Argentan Interco           | 8,66             | 253 (2022)                        | 29                 |
| Rânes                            | 61344      | CC Terres d'Argentan Interco           | 34,18            | 1 042 (2022)                      | 30                 |
| Ri                               | 61349      | CC Terres d'Argentan Interco           | 7,39             | 157 (2022)                        | 21                 |
| Rônai                            | 61352      | CC Terres d'Argentan Interco           | 5,4              | 180 (2022)                        | 33                 |
| Sai                              | 61358      | CC Terres d'Argentan Interco           | 5,04             | 227 (2022)                        | 45                 |
| Saint-Brice-sous-Rânes           | 61371      | CC Terres d'Argentan Interco           | 9,45             | 139 (2022)                        | 15                 |
| Saint-Georges-d'Annebecq         | 61390      | CC Terres d'Argentan Interco           | 9,35             | 167 (2022)                        | 18                 |
| Saint-Gervais-des-Sablons        | 61399      | CC Terres d'Argentan Interco           | 8,8              | 71 (2022)                         | 8,1                |
| Saint-Lambert-sur-Dive           | 61413      | CC Terres d'Argentan Interco           | 7,73             | 133 (2022)                        | 17                 |
| Sarceaux                         | 61462      | CC Terres d'Argentan Interco           | 10,77            | 1 047 (2022)                      | 97                 |
| Sévigny                          | 61472      | CC Terres d'Argentan Interco           | 7,67             | 309 (2022)                        | 40                 |
| Sevrai                           | 61473      | CC Terres d'Argentan Interco           | 8,11             | 285 (2022)                        | 35                 |
| Tanques                          | 61479      | CC Terres d'Argentan Interco           | 6,22             | 157 (2022)                        | 25                 |
| Tournai-sur-Dive                 | 61490      | CC Terres d'Argentan Interco           | 12,4             | 295 (2022)                        | 24                 |
| Trun                             | 61494      | CC Terres d'Argentan Interco           | 9,12             | 1 183 (2022)                      | 130                |
| Vieux-Pont                       | 61503      | CC Terres d'Argentan Interco           | 9,67             | 200 (2022)                        | 21                 |
| Villedieu-lès-Bailleul           | 61505      | CC Terres d'Argentan Interco           | 4,71             | 207 (2022)                        | 44                 |
| L'Aigle                          | 61214      | CC des Pays de L'Aigle                 | 18,02            | 7 771 (2022)                      | 431                |
| Aube                             | 61008      | CC des Pays de L'Aigle                 | 5,74             | 1 249 (2022)                      | 218                |
| Auguaise                         | 61012      | CC des Pays de L'Aigle                 | 2,25             | 197 (2022)                        | 88                 |
| Beaufai                          | 61032      | CC des Pays de L'Aigle                 | 12,9             | 327 (2022)                        | 25                 |
| Bonnefoi                         | 61052      | CC des Pays de L'Aigle                 | 5,39             | 189 (2022)                        | 35                 |
| Bonsmoulins                      | 61053      | CC des Pays de L'Aigle                 | 7,57             | 232 (2022)                        | 31                 |
| Brethel                          | 61060      | CC des Pays de L'Aigle                 | 2,97             | 136 (2022)                        | 46                 |
| Chandai                          | 61092      | CC des Pays de L'Aigle                 | 13,73            | 681 (2022)                        | 50                 |
| Crulai                           | 61140      | CC des Pays de L'Aigle                 | 22,5             | 803 (2022)                        | 36                 |
| Écorcei                          | 61151      | CC des Pays de L'Aigle                 | 9,47             | 376 (2022)                        | 40                 |
| Fay                              | 61159      | CC des Pays de L'Aigle                 | 8,68             | 69 (2022)                         | 7,9                |
| Irai                             | 61208      | CC des Pays de L'Aigle                 | 14,85            | 609 (2022)                        | 41                 |
| La Chapelle-Viel                 | 61100      | CC des Pays de L'Aigle                 | 11,79            | 289 (2022)                        | 25                 |
| La Ferrière-au-Doyen             | 61162      | CC des Pays de L'Aigle                 | 22,47            | 156 (2022)                        | 6,9                |
| La Ferté-en-Ouche                | 61167      | CC des Pays de L'Aigle                 | 131,69           | 2 960 (2022)                      | 22                 |
| La Gonfrière                     | 61193      | CC des Pays de L'Aigle                 | 12,83            | 274 (2022)                        | 21                 |
| Le Ménil-Bérard                  | 61259      | CC des Pays de L'Aigle                 | 7,33             | 68 (2022)                         | 9,3                |
| Les Aspres                       | 61422      | CC des Pays de L'Aigle                 | 23,21            | 620 (2022)                        | 27                 |
| Les Genettes                     | 61187      | CC des Pays de L'Aigle                 | 6,54             | 162 (2022)                        | 25                 |
| Mahéru                           | 61244      | CC des Pays de L'Aigle                 | 19,63            | 275 (2022)                        | 14                 |
| Moulins-la-Marche                | 61297      | CC des Pays de L'Aigle                 | 13,14            | 717 (2022)                        | 55                 |
| Rai                              | 61342      | CC des Pays de L'Aigle                 | 16,03            | 1 437 (2022)                      | 90                 |
| Saint-Evroult-Notre-Dame-du-Bois | 61386      | CC des Pays de L'Aigle                 | 34,47            | 440 (2022)                        | 13                 |
| Saint-Hilaire-sur-Risle          | 61406      | CC des Pays de L'Aigle                 | 6,61             | 291 (2022)                        | 44                 |
| Saint-Martin-d'Écublei           | 61423      | CC des Pays de L'Aigle                 | 11,94            | 630 (2022)                        | 53                 |
| Saint-Michel-Tubœuf              | 61432      | CC des Pays de L'Aigle                 | 8,73             | 576 (2022)                        | 66                 |
| Saint-Nicolas-de-Sommaire        | 61435      | CC des Pays de L'Aigle                 | 16,28            | 266 (2022)                        | 16                 |
| Saint-Ouen-sur-Iton              | 61440      | CC des Pays de L'Aigle                 | 14,19            | 827 (2022)                        | 58                 |
| Saint-Sulpice-sur-Risle          | 61456      | CC des Pays de L'Aigle                 | 28,45            | 1 587 (2022)                      | 56                 |
| Saint-Symphorien-des-Bruyères    | 61457      | CC des Pays de L'Aigle                 | 16,02            | 483 (2022)                        | 30                 |
| Touquettes                       | 61488      | CC des Pays de L'Aigle                 | 9,73             | 75 (2022)                         | 7,7                |
| Vitrai-sous-Laigle               | 61510      | CC des Pays de L'Aigle                 | 11,33            | 213 (2022)                        | 19                 |
| Vimoutiers                       | 61508      | CC des Vallées d'Auge et du Merlerault | 16,15            | 3 041 (2022)                      | 188                |
| Aubry-le-Panthou                 | 61010      | CC des Vallées d'Auge et du Merlerault | 6,85             | 130 (2022)                        | 19                 |
| Avernes-Saint-Gourgon            | 61018      | CC des Vallées d'Auge et du Merlerault | 12,13            | 69 (2022)                         | 5,7                |
| Le Bosc-Renoult                  | 61054      | CC des Vallées d'Auge et du Merlerault | 12,7             | 259 (2022)                        | 20                 |
| Camembert                        | 61071      | CC des Vallées d'Auge et du Merlerault | 10,3             | 169 (2022)                        | 16                 |
| Canapville                       | 61072      | CC des Vallées d'Auge et du Merlerault | 8,22             | 218 (2022)                        | 27                 |
| Champ-Haut                       | 61088      | CC des Vallées d'Auge et du Merlerault | 5,16             | 42 (2022)                         | 8,1                |
| Champosoult                      | 61089      | CC des Vallées d'Auge et du Merlerault | 7,01             | 102 (2022)                        | 15                 |
| Les Champeaux                    | 61086      | CC des Vallées d'Auge et du Merlerault | 9,65             | 98 (2022)                         | 10                 |
| Chaumont                         | 61103      | CC des Vallées d'Auge et du Merlerault | 19,51            | 167 (2022)                        | 8,6                |
| Cisai-Saint-Aubin                | 61108      | CC des Vallées d'Auge et du Merlerault | 14,49            | 181 (2022)                        | 12                 |
| Coulmer                          | 61122      | CC des Vallées d'Auge et du Merlerault | 6,68             | 81 (2022)                         | 12                 |
| Croisilles                       | 61138      | CC des Vallées d'Auge et du Merlerault | 11,32            | 193 (2022)                        | 17                 |
| Crouttes                         | 61139      | CC des Vallées d'Auge et du Merlerault | 13,47            | 304 (2022)                        | 23                 |
| Échauffour                       | 61150      | CC des Vallées d'Auge et du Merlerault | 33,14            | 730 (2022)                        | 22                 |
| La Fresnaie-Fayel                | 61178      | CC des Vallées d'Auge et du Merlerault | 5,09             | 51 (2022)                         | 10                 |
| Fresnay-le-Samson                | 61180      | CC des Vallées d'Auge et du Merlerault | 6,76             | 108 (2022)                        | 16                 |
| Gacé                             | 61181      | CC des Vallées d'Auge et du Merlerault | 6,5              | 1 771 (2022)                      | 272                |
| Guerquesalles                    | 61198      | CC des Vallées d'Auge et du Merlerault | 8,66             | 133 (2022)                        | 15                 |
| Lignères                         | 61225      | CC des Vallées d'Auge et du Merlerault | 5,37             | 29 (2022)                         | 5,4                |
| Mardilly                         | 61252      | CC des Vallées d'Auge et du Merlerault | 12,76            | 133 (2022)                        | 10                 |
| Ménil-Froger                     | 61264      | CC des Vallées d'Auge et du Merlerault | 5,31             | 62 (2022)                         | 12                 |
| Ménil-Hubert-en-Exmes            | 61268      | CC des Vallées d'Auge et du Merlerault | 10,34            | 120 (2022)                        | 12                 |
| Le Ménil-Vicomte                 | 61272      | CC des Vallées d'Auge et du Merlerault | 3,86             | 26 (2022)                         | 6,7                |
| Merlerault-le-Pin                | 61275      | CC des Vallées d'Auge et du Merlerault | 61,55            | 1 435 (2022)                      | 23                 |
| Neuville-sur-Touques             | 61307      | CC des Vallées d'Auge et du Merlerault | 15,35            | 237 (2022)                        | 15                 |
| Orgères                          | 61317      | CC des Vallées d'Auge et du Merlerault | 12,04            | 182 (2022)                        | 15                 |
| Planches                         | 61330      | CC des Vallées d'Auge et du Merlerault | 12,49            | 181 (2022)                        | 14                 |
| Pontchardon                      | 61333      | CC des Vallées d'Auge et du Merlerault | 4,83             | 184 (2022)                        | 38                 |
| Le Renouard                      | 61346      | CC des Vallées d'Auge et du Merlerault | 14,48            | 203 (2022)                        | 14                 |
| Résenlieu                        | 61347      | CC des Vallées d'Auge et du Merlerault | 5,09             | 174 (2022)                        | 34                 |
| Roiville                         | 61351      | CC des Vallées d'Auge et du Merlerault | 8,18             | 133 (2022)                        | 16                 |
| Saint-Aubin-de-Bonneval          | 61366      | CC des Vallées d'Auge et du Merlerault | 11,67            | 131 (2022)                        | 11                 |
| Saint-Evroult-de-Montfort        | 61385      | CC des Vallées d'Auge et du Merlerault | 22,36            | 359 (2022)                        | 16                 |
| Sainte-Gauburge-Sainte-Colombe   | 61389      | CC des Vallées d'Auge et du Merlerault | 21,17            | 1 013 (2022)                      | 48                 |
| Saint-Germain-d'Aunay            | 61392      | CC des Vallées d'Auge et du Merlerault | 8,51             | 117 (2022)                        | 14                 |
| Saint-Germain-de-Clairefeuille   | 61393      | CC des Vallées d'Auge et du Merlerault | 12,31            | 132 (2022)                        | 11                 |
| Saint-Pierre-des-Loges           | 61446      | CC des Vallées d'Auge et du Merlerault | 9,79             | 160 (2022)                        | 16                 |
| Le Sap-André                     | 61461      | CC des Vallées d'Auge et du Merlerault | 9,53             | 125 (2022)                        | 13                 |
| Sap-en-Auge                      | 61460      | CC des Vallées d'Auge et du Merlerault | 29,98            | 942 (2022)                        | 31                 |
| Ticheville                       | 61485      | CC des Vallées d'Auge et du Merlerault | 9,93             | 195 (2022)                        | 20                 |
| La Trinité-des-Laitiers          | 61493      | CC des Vallées d'Auge et du Merlerault | 11,16            | 64 (2022)                         | 5,7                |

## Administration

### Siège
Le siège du PETR du Pays d'Argentan d'Auge et d'Ouche se situe à Argentan.

### Présidence
Le comité syndical du 23 septembre 2020 a élu son président, Frédéric Leveillé, président de la communauté de communes Argentan Intercomm, et désigné ses 2 vice-présidents qui sont :
- Philippe Van-Hoorne, vice-président de la communauté de communes des Pays de L'Aigle ;
- Sébastien Gourdel, président de la communauté de communes des Vallées d'Auge et du Merlerault.

| Identité | Identité               | Etiquette | Début | Fin      | Fonction |
| -------- | ---------------------- | --------- | ----- | -------- | --- |
|          | Jean-Marie Vercruysse, | DIV       | 2015  | 2020     | Vice-président de la communauté de communes des Pays de L'Aigle et de la Marche jusqu'en 2016 puis vice-président de la communauté de communes des Pays de L'Aigle |
|          | Frédéric Leveillé      | PS        | 2020  | en cours | Président de la communauté de communes Argentan Intercomm |

### Compétences
Le PETR exerce des compétences qui lui sont déléguées par les communautés de communes membres. Il s'agit de :
- élaboration du projet de territoire ;
- élaboration, approbation, mise en œuvre, suivi, évaluation et révision du schéma de cohérence territoriale ;
- assistance technique, administrative et financière pour accompagner les collectivités et les acteurs du territoire dans l’exercice de leurs compétences et la mise en œuvre de leurs projets, en matière d’urbanisme, de développement économique, d’aménagement du territoire, de développement local, et de transition énergétique.